# Watashi ni Tenshi ga Maiorita!
Watashi ni Tenshi ga Maiorita! (私に天使が舞い降りた!, lit. "Um anjo voou até mim!") é uma série de mangá yonkoma japonesa escrita e ilustrada por Nanatsu Mukunoki. O mangá é serializado desde novembro de 2016 na revista Comic Yuri Hime, publicada pela Ichijinsha. Uma adaptação da série para um anime de 12 episódios, produzida pelo estúdio Doga Kobo, foi exibida entre 8 de janeiro e 26 de março de de 2019.

## Enredo
Miyako Hoshino é uma tímida estudante universitária que passa o dia todo em sua casa desenhando e fazendo roupas de cosplay. Certo dia, Hinata, irmã de Miyako, convida uma amiga sua chamada Hana para sua casa, e Miyako se apaixona pela garota. A partir daí, Miyako tentará se aproximar de Hana de qualquer maneira.[carece de fontes?]

## Personagens
Miyako Hoshino (星野 みやこ, lit. "Hoshino Miyako")
Dublada por: Reina Ueda
Uma estudante universitária que é tímida quando está próxima de estranhos e que passa a maior parte do tempo dentro de casa. Ela fica apaixonada por Hana, e começa a vesti-la com as roupas de cosplay que ela mesma faz, em troca de fazer lanches para a garota.
Hana Shirosaki (白咲 花, lit. "Shirosaki Hana")
Dublada por: Maria Sashide
Hana é uma estudante do ensino fundamental e colega de classe de Hinata. Na maioria das vezes Hana estranha o comportamento de Miyako por ela aparentar ser uma lolicon, mas a suporta por sua grande vontade de comer os lanches que ela faz.
Hinata Hoshino (星野 ひなた, lit. "Hoshino Hinata")
Dublada por: Rika Nagae
Hinata é a irmã mais nova de Miyako e colega de classe de Hana. Ela gosta particularmente de sua irmã, a quem ela apelida de "Mya-nee".
Noa Himesaka (姫坂 乃愛, lit. "Himesaka Noa")
Dublada por: Akari Kitō
Noa é uma colega de classe de Hinata e Hana, e se mudou recentemente para uma casa ao lado da casa das irmãs. Ela constantemente se vê como fofa, e muitas vezes ela fica desanimada quando alguém (geralmente Hana) é considerada mais bonita que ela.
Kōko Matsumoto (松本 香子, lit. "Matsumoto Kōko")
Dublada por: Lynn
Kōko é uma menina que participava de um clube juntamente com Miyako durante o ensino médio. Miyako dificilmente se lembra dela, e Kōko tem se fixado obsessivamente nela, agindo como uma perseguidora.
Koyori Tanemura (種村 小依, lit. "Tanemura Koyori")
Dublada por: Hitomi Ōwada
Koyori é uma representante de classe na classe de Hinata e Hana. Ela aspira ser alguém em quem todos podem confiar, mas na maioria das vezes ela não é alguém confiável.
Kanon Konomori (小之森 夏音, lit. "Konomori Kanon")
Dublada por: Naomi Ōzora
Kanon é uma outra representante de classe na classe de Hinata e Hana, e melhor amiga de Koyori. Ela é gentil e muitas vezes vista como alguém muito confiável, para o desgosto de Koyori.

## Mídia

### Mangá
O mangá é serializado desde 18 de novembro de 2016 na revista Comic Yuri Hime, publicada pela Ichijinsha. A serialização finalizou em 17 de abril de 2025. Até 29 de maio de 2025, a série foi compilada em 16 volumes tankōbon.
| N.º | Data de lançamento      | ISBN                                     |
| --- | ----------------------- | ---------------------------------------- |
| 1   | 18 de maio de 2017      | 978-4-75-807672-2                        |
| 2   | 16 de novembro de 2017  | 978-4-75-807755-2                        |
| 3   | 15 de junho de 2018     | 978-4-75-807819-1                        |
| 4   | 15 de novembro de 2018  | 978-4-75-807875-7                        |
| 5   | 11 de janeiro de 2019   | 978-4-75-807896-2 9784758078979 (EE)     |
| 6   | 18 de junho de 2019     | 978-4-75-807952-5                        |
| 7   | 31 de janeiro de 2020   | 978-4-75-802078-7 978-4-75-802079-4 (EE) |
| 8   | 18 de setembro de 2020  | 978-4-75-802156-2 978-4-75-802157-9 (EE) |
| 9   | 18 de fevereiro de 2021 | 978-4-75-802215-6 978-4-75-802216-3 (EE) |
| 10  | 18 de outubro de 2021   | 978-4-75-802306-1 978-4-75-802307-8 (EE) |
| 11  | 17 de junho de 2022     | 978-4-75-802424-2 978-4-75-802425-9 (EE) |
| 12  | 14 de outubro de 2022   | 978-4-75-802460-0 978-4-75-802461-7 (EE) |
| 13  | 18 de julho de 2023     | 978-4-75-8025799 978-4-75-802580-5 (EE)  |
| 14  | 17 de fevereiro de 2024 | 978-4-75-802657-4 978-4-75-802658-1 (EE) |
| 15  | 28 de setembro de 2024  | 978-4-75-802769-4 978-4-75-802770-0 (EE) |
| 16  | 29 de maio de 2025      | 978-4-75-802901-8 978-4-75-802902-5 (EE) |

### Anime
Uma adaptação da série para anime produzida pelo estúdio Doga Kobo foi anunciada juntamente com a publicação do terceiro volume do mangá, em 15 de junho de 2018. O anime é dirigido por Daisuke Hiramaki, com roteiro de Yuka Yamada, design de personagens por Hiromi Nakagawa e composição musical por Takurō Iga. A música de abertura da série é "Kimama na Tenshi-tachi" (気ままな天使たち, lit. "Anjos despreocupados"), e a de encerramento é "Happy Happy Friends" (ハッピー・ハッピー・フレンズ, Happī Happī Furenzu), ambas cantadas pelo grupo WataTen5, composto por Maria Sashide, Rika Nagae, Akari Kitō, Hitomi Ōwada, and Naomi Ōzora. A série foi exibida entre 9 de janeiro e 26 de março de 2018 pelos canais Tokyo MX, AT-X, BS11, KBS, SUN-TV, TVA, TVQ, além de ser disponibilizada por simulcast pela Crunchyroll. Um OVA será lançado com o terceiro volume da versão em Blu-ray da série, que está previsto para ser comercializado a partir de 24 de maio de 2019.

#### Lista de episódios
| Núm. | Título                                                                                | Data de exibição (Exibição original) |
| 1 | "Um sentimento engraçado e contorcido" (もにょっとした気持ち) "Monyottoshita Kimochi" | 8 de janeiro de 2019                 |
| --- | ------------------------------------------------------------------------------------- | ------------------------------------ |
| Miyako Hoshino, uma estudante universitária que é tímida com estranhos, fica estranhamente apaixonada quando sua irmãzinha Hinata leva para casa sua colega de classe Hana Shirosaki, mas não transmite a melhor das primeiras impressões para Hana. Quando Hana retorna para uma festa do pijama, Miyako faz ela se vestir com trajes de cosplay que ela faz, oferecendo-se para recompensá-la com quantos doces ela quiser, desde que continue vestindo os trajes. No dia seguinte, Miyako se veste com uma roupa de cosplay escondida, mas ela é flagrada através da janela por sua nova vizinha, Noa Himesaka, que se mudou para a casa ao lado. |                                                                                       |                                      |
| 2 | "Fofura incontestável" (サイキョーにカワイイ) "Saikyou ni Kawaii"                     | TBA                                  |